# Wybory parlamentarne w Wolnym Mieście Gdańsku w 1920 roku

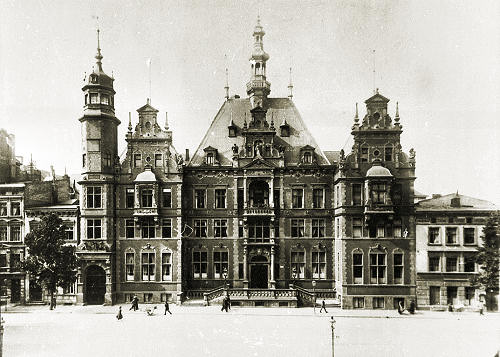
Budynek gdańskiego Volkstagu

Wybory parlamentarne w Wolnym Mieście Gdańsku w 1920 roku – pierwsze wybory parlamentarne w Wolnym Mieście Gdańsku, przeprowadzone 16 maja 1920 roku do parlamentu noszącego nazwę Verfassungsgebende Versammlung (Zgromadzenie Konstytucyjne), składającego się ze 120 posłów. Odbyły się jeszcze przed formalnym utworzeniem Wolnego Miasta Gdańska (10 stycznia 1920 roku Gdańsk z okolicą został odłączony od Niemiec, po uprawomocnieniu się postanowień kończącego I wojnę światową traktatu wersalskiego). Wolne Miasto Gdańsk zostało utworzone 15 listopada 1920 roku. Wybrane w wyborach Zgromadzenie Konstytucyjne przekształciło się 6 grudnia 1920 roku w Volkstag (Zgromadzenie Ludowe), kadencja trwała do 17 listopada 1923.
| Partia                                               | Głosów  | % głosów | Mandatów | % mandatów |
| ---------------------------------------------------- | ------- | -------- | -------- | ---------- |
| Niemiecka Narodowa Partia Ludowa (DNVP)              | 43 206  | 28,20    | 34       | 28,33      |
| Niezależna Socjaldemokratyczna Partia Niemiec (USPD) | 26 734  | 17,45    | 21       | 17,50      |
| Socjaldemokratyczna Partia Wolnego Miasta Gdańska    | 24 409  | 15,93    | 19       | 15,83      |
| Partia Centrum Wolnego Miasta Gdańska                | 21 262  | 13,88    | 17       | 14,17      |
| Wolne Stowarzyszenie Gospodarcze                     | 14 878  | 9,71     | 12       | 10,00      |
| Niemiecka Partia Demokratyczna                       | 13 424  | 8,76     | 10       | 8,33       |
| Partia Polska                                        | 9321    | 6,08     | 7        | 5,83       |
| głosy nieważne                                       | 254     | 0,17     |          |            |
| Razem                                                | 153 488 |          | 120      |            |
| Frekwencja                                           | 70,04%  | 70,04%   | 70,04%   | 70,04%     |